# Montanhac d'Auba-ròcha
Montanhac d'Auba Ròcha (en francès Montagnac-d'Auberoche) és un municipi francès situat al departament de la Dordonya i a la regió de la Nova Aquitània.

## Demografia
| 1962                                       | 1968 | 1975 | 1982 | 1990 | 1999 | 2007 |
| ------------------------------------------ | ---- | ---- | ---- | ---- | ---- | ---- |
| 130                                        | 102  | 95   | 99   | 111  | 105  | 130  |
| Des de 1962: població sense dobles comptes |      |      |      |      |      |      |

## Administració
| Període | Identitat     | Partit        |
| ------- | ------------- | ------------- |
| 2008-   | Gérard Devaux | Divers droite |